# Virlung
Virlung – gaun wikas samiti w zachodniej części Nepalu w strefie Gandaki w dystrykcie Tanahu. Według nepalskiego spisu powszechnego z 2001 roku liczył on 1518 gospodarstw domowych i 6914 mieszkańców (3892 kobiet i 3022 mężczyzn).